# Georges Bonnard
Georges Bonnard, né le 31 octobre 1886 à Nyon et mort le 15 avril 1967 à Bugnaux-sur-Rolle, est un enseignant, linguiste, critique et historien vaudois.

## Biographie
Georges Bonnard effectue des études à Lausanne, en France et en Grande-Bretagne et obtient deux doctorats ès lettres ; l'un à Paris en 1907 (suivi d'un diplôme d'anglais en 1909), l'autre à Lausanne en 1916.
Étudiant, puis enseignant en Angleterre de 1907 à 1910, il devient maître au collège (1910 à 1916), puis au gymnase (1916 à 1920) à Lausanne. Il est privat-docent en 1916, professeur extraordinaire en 1919, puis professeur ordinaire de langue et littérature anglaises à l'Université de Lausanne depuis 1928 jusqu'au milieu des années 1950. Il est doyen de la Faculté des lettres de 1922 à 1926 et de 1936 à 1938, directeur des cours de vacances de 1920 à 1931, puis chancelier de l'Université de Lausanne de 1939 à 1949.
Georges Bonnard fait partie de nombreuses sociétés, parmi lesquelles la Nouvelle société helvétique et la Société des Études de Lettres. Membre fondateur (le 18 décembre 1920) et premier président de celle-ci, il est aussi le rédacteur responsable de son bulletin jusqu'en 1949. Partisan d'une approche phonétique et morphologique du langage, et fin analyste des dimensions multiples du message littéraire, Georges Bonnard crée un enseignement de l'anglais de niveau élevé. Il est l'éditeur de plusieurs écrits autobiographiques de l'historien Edward Gibbon.

## Sources
- « Georges Bonnard », sur la base de données des personnalités vaudoises sur la plateforme « Patrinum » de la Bibliothèque cantonale et universitaire de Lausanne.
- Ernest Giddey, « Georges Bonnard » dans le Dictionnaire historique de la Suisse en ligne.
- Études de lettres, 1967, 164-165 Études anglaises, 1968, 327
- "Hommage à M. Georges Bonnard" in Études de Lettres, 1950, tome 23, n° 1, p. 1-2
- Olivier Robert et Francesco Panese Dictionnaire des professeurs de l'Université de Lausanne dès 1890
- Mélanges offerts à Georges Bonnard, 1966, introd., p. VII-VIII
- Les origines de la Nouvelle Société Helvétique (1911-1914), Catherine Guanzini, p. 62